# Mewka japońska

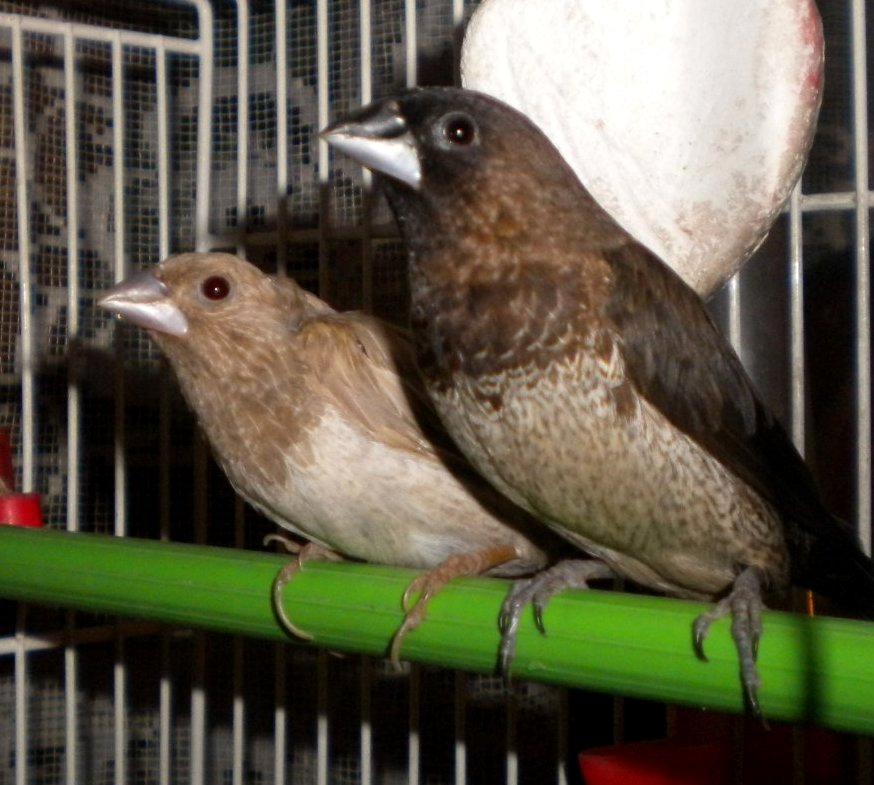

Mewka japońska – udomowiona forma mniszki białorzytnej (Lonchura striata) ptaka z rodziny astryldowatych (Estrildidae).

## Pochodzenie i hodowla
Wbrew nazwie mewka japońska nie wywodzi się bezpośrednio z Japonii, ale z Chin, gdzie została wyhodowana w XV–XVI w. z mniszki białorzytnej, a następnie na początku wieku XVII trafiła do Japonii. Z Japonii zaś w roku 1860 pierwsi przedstawiciele tych ptaków zostali przewiezieni do Europy, gdzie została im nadana nazwa „mewka japońska”. Z upływem czasu zyskały sobie popularność jako drobne ptaki ozdobne. Mewka japońska jest wesołym i ruchliwym ptakiem zalecanym dla początkujących hodowców, można je też hodować z innymi małymi ptakami (najlepiej z astryldami). Mogą przebywać zarówno w małych klatkach, jak i dużych wolierach.

## Płeć i lęgi
Samce i samice mają jednakowe ubarwienie i można rozróżnić je głównie na podstawie śpiewu. Samce odzywają się kwoi kwoi, zaś samice trrt, trrt. Inne sposoby – jednak nie gwarantujące całkowitej pewności – to np. obserwacja szerokości wzdłuż linii biegnącej poprzez szczyt główki ptaka między oczami. Samiec ma szerszą głowę od samicy. Jeszcze innym sposobem, aby odróżnić płeć jest delikatne uchwycenie główki ptaka i trzymanie jej w 2 palcach – jeśli wiszący w ten sposób ptak będzie trzymał ogon pionowo w dół, to jest to samiec, jeśli zadrze go do góry, to samiczka.
Samica znosi od 4 do 6 jaj i wysiaduje je na zmianę z samcem. Młode zaczynają się wylęgać po 12 dniach od zniesienia jaja, a po 24 dniach od wyklucia mają już upierzenie i opuszczają gniazdo, choć rodzice karmią je jeszcze przez 3 tygodnie.

## Mutacje
W ciągu wielu lat hodowli wykształtowały się rozmaite mutacje mewek japońskich. Najbardziej popularną formą są ptaki o upierzeniu ciemnobrązowym, choć spotyka się również mewki jasnobrązowe – a nawet i czubate (pierwsze wyhodowano w latach 30. XX w.). Mutacje podstawowe to:
- czekoladowa – ptak o standardowym upierzeniu ciemnobrązowym (z jasnym brzuszkiem i często podgardlem) – zbliżonym do dzikiego ptaka Lonchura striata,
- kasztanowa – ptak o ciemnych odcieniach brązu, brak jednolitego odcienia, młode z jednego gniazda mogą mieć ubarwienie różniące się tonami brązu. Niektóre ptaki mają pomarańczowy odcień a inne kolor kawy z mlekiem. Recesywny do mutacji czekoladowej.
- beżowa – ta mutacja jest recesywna zarówno do mutacji czekoladowej, jak również do mutacji kasztanowej. Ptaki tej mutacji mogą być blado pomarańczowe do intensywnie pomarańczowo-czerwonych. Intensywność koloru czerwonego można wzmocnić poprzez odpowiednia selekcję[1].

Wykształcił się również szereg rozmaitych pośrednich mutacji wywodzących się z trzech form podstawowych.

## Zastosowanie w badaniach naukowych
Japońscy naukowcy z Kyoto University odkryli, że mewki japońskie posługują się składnią i dysponują spontaniczną zdolnością przetwarzania struktur składniowych w swoich pieśniach. Kentarō Abe i jego współpracownik Dai Watanabe z Japońskiej Agencji Nauki i Technologii w Saitamie zaplanowali eksperyment, wiedząc iż mewki reagują żywo na nieznane pieśni, których autorami są zazwyczaj ptaki z innych gatunków. Na początku stale odtwarzali te same nieznane pieśni, aż mewki się do nich przyzwyczaiły. Następnie przestawili w nich takty. Okazało się, że mewki reagowały wyłącznie na remiks oznaczony jako SEQ2, który jako jedyny stanowił pogwałcenie zasad gramatyki, a pozostałe 3 były z nimi zgodne. Okazało się też, że zasady składniowe nie są wrodzone. Mewki wychowane w odosobnieniu nie reagowały na SEQ2, reakcja pojawiała się dopiero po 2 tygodniach spędzonych ze stadem. Kentarō Abe nauczył też ptaki sztucznej gramatyki, przyzwyczajając je do jednej z wersji zmiksowanych pieśni, a następnie sprawdzał, jak mewki reagują na pogwałcenie zasad jego gramatyki.
Japońscy naukowcy zniszczyli u części mewek japońskich przednie nidopallium w mózgu i wówczas ptaki nie radziły sobie z gramatyką. Porównują oni nidopallium do ośrodka Broki w ludzkim mózgu sądząc, że zauważona analogia pozwoli prześledzić ewolucję gramatyki ludzkich języków.